# 570-es évek
Évszázadok: 5. század – 6. század – 7. század
Évtizedek: 520-as évek – 530-as évek – 540-es évek – 550-es évek – 560-as évek – 570-es évek – 580-as évek – 590-es évek – 600-as évek – 610-es évek – 620-as évek
Évek: 570 571 572 573 574 575 576 577 578 579

## Események
- Az avarok a Bizánci Birodalom ellen fordulnak, legyőzik Tiberius hadvezért, a későbbi II. Tiberius Constantinus bizánci császár csapatait.

- Az avarok legyőzik az al-dunai szlávokat, Bizánc az aranyadó felemelésével tudja csak megállítani előrenyomulásukat.
- II. Tiberiosz Constantinus kerül Bizánc trónjára.
- Leovigild nyugati gót király megalapítja Reccopolis városát, ami ma Zorita de los Canes.
- Leovigild legyőzi a baszkokat.
- Megalakul a világ legrégebb óta folyamatosan üzemelő vállalata, egy japán építőipari cég; a Kongo Gumi.
- A maja Copán trónját Butz Chan foglalja el.
- Megszakadnak a tárgyalások a Bizánci Birodalom és a perzsák között.
- Mauricius bizánci herceg, későbbi császár első hadjárata a perzsák ellen.
- Az Akszúmi Királyság véglegesen elveszíti a perzsákkal szemben arábiai területeit és érdekeltségeit.
- II. Pelágiusz pápa trónra lép.

## Híres személyek
- Mohamed próféta születése
- II. Childebert frank király († 596)születése
- Theodemir szvév király halála
- az év folyamán – Abu Bakr kalifa születése
- I. Liuva nyugati gót király halála
- Alboin longobárd király halála
- Sótoku japán régensherceg japán arisztokrata politikus és buddhista vallásfilozófus, császári régens az Aszuka-korban születése
- Oszmán kalifa születése
- III. János pápa halála
- II. Cleph longobárd király
- I. Sigebert frank király
- Fang Xuanling, kínai történetíró a Tang-dinasztia idején, Tai Zong kancellárjának születése
- I. Iusztinosz bizánci császár halála
- I. Huszrau szászánida király halála
- I. Benedek pápa